# You (песня Торнике Кипиани)
«You» (с англ. — «Ты») — песня в исполнении грузинского певица Торнике Кипиани, представлявший Грузию на «Евровидении-2021» в Роттердаме, Нидерланды.

## Евровидение
26 января 2021 года вещатель подтвердил, что Торнике Кипиани будет представлять Грузию на конкурсе 2021 года.
65-й конкурс «Евровидение» прошел в Роттердаме, Нидерланды и состоял из двух полуфиналов 18 мая и 20 мая 2021 года, а финал состоялся 22 мая 2021 года. 17 ноября 2020 года было объявлено, что Грузия выступит во второй половине второго полуфинала конкурса.